# Лайонс, Джозеф
Джозеф Алоизиус Лайонс (15 сентября 1879, Стэнли, Тасмания, Австралия — 7 апреля 1939, Сидней, Австралия) — австралийский политик, десятый премьер-министр страны.

## Биография
Джозеф Алоизиус Лайонс, в детстве Джо, родился в семье Майкла Лайонса и Эллен Кэрролл, эмигрантов из Ирландии. Он был четвёртым из восьми детей в семье. Отец Джозефа потерял все свои сбережения в 1887 году на кубке Мельбурна, получил сердечный пиступ и не смог содержать семью. Джо Лайонс посещал католическую школу, но с 9 лет был вынужден начать работу.
В 1901 году Джо стал школьным учителем. Он проработал в небольших школах на северо-западе Тасмании до 1907 года, а потом получил стипендию в колледже в Хобарте. После получения образования он продолжил преподавать. При этом он часто подвергался критике министерства образования Тасмании за свою радикальную политическую активность. К этому времени Лайонс был членом лейбористской партии Австралии.
В 1915 году он женился на Энид Мюриэл Барнелл. У них было 12 детей. Через четыре года после смерти мужа Энид Лайонс стала первой женщиной, выбранной в палату представителей страны, а в 1951 году — первой женщиной в кабинете-министров.

## Политическая карьера
В 1909 году началась политическая карьера Джозефа Лайонса. Он стал членом законодательного собрания штата от Уилмота. Он был активным сторонником бесплатного медицинского обслуживания и образования, а также ряда других прогрессивных реформ.
В 1912 году он возглавил региональное отделение партии, а в 1914 году стал вторым человеком в партии на федеральном уровне. После этого Лайонс занимал ряд министрерских постов в правительстве штата, занимался реформой образования.
В 1916 году он активно выступал против референдума о воинской обязанности, который привёл к партийному расколу. В результате последовавших отставок и перестановок в правительстве штата, в ноябре 1916 Лайонс стал на семь лет лидером оппозиции. В октябре 1923 года он стал премьером Тасмании, возглавив правительство меньшинства. Проводя политику консенсуса правительство Лайонса пережило ряд экономических потрясений и одни перевыборы, в июне 1925 года. Однако, выборы 1928 года были проиграны Лайонсом.
Проигрыш на выборах позволил Лайонсу сосредоточится на федеральной политике. В 1929 году он прошёл в законодательное собрание, представляя Уилмот. В это время началась Великая депрессия. Лидером правительства был лейборист Джеймс Скаллин и Лайонсу досталось два портфеля: генерального почтмейстера и министра труда и железных дорог. Лейбористы отвергали его планы по борьбе с экономическим кризисом, поэтому Лайонс начал работу с лидером оппозиции. В результате последовавших проблем Лайонс ушёл из правительства и из партии.
Вместе с тем, он нашёл поддержку среди избирателей и победил на выборах в конце 1931 года, став премьер-министром 6 января 1932 года. Лайонс проводил политику, позволившую стране начать медленный выход из кризиса, несмотря на политические проблемы, связанные с премьер-министром Нового Южного Уэльса. Однако со временем начали возникать трения среди его сторонников, что стало сказываться на здоровье Лайонса. Отношения особенно обострились в марте 1939 года, когда генеральный прокурор Роберт Мензис подал в отставку, что привело к сердечному приступу Лайонса, случившемуся 7 апреля 1939 года, от которого он скончался.